# Polsko na Letních olympijských hrách 1964
Polsko na Letních olympijských hrách 1964 v Tokiu reprezentovalo 140 sportovců, z toho 115 mužů a 25 žen. Nejmladší účastník byla Ewa Kłobukowska (18 let, 15 dní), nejstarší pak Józef Zapędzki (35 let, 223 dnů). Reprezentanti vybojovali 23 medailí, z toho 7 zlatých, 6 stříbrných a 10 bronzových.

## Medailisté
| Medaile | Jméno                                                                        | Sport    | Disciplína                       |
| ------- | ---------------------------------------------------------------------------- | -------- | -------------------------------- |
| Zlato   | Teresa Ciepły Irena Kirszensteinová Halina Górecka Ewa Kłobukowska           | atletika | ženy štafeta 4 × 100 m           |
| Zlato   | Józef Szmidt                                                                 | atletika | muži trojskok                    |
| Zlato   | Józef Grudzień                                                               | box      | muži lehká váha do 60 kg         |
| Zlato   | Jerzy Kulej                                                                  | box      | muži velterová váha do 63,5 kg   |
| Zlato   | Marian Kasprzyk                                                              | box      | muži váha lehká střední do 67 kg |
| Zlato   | Waldemar Baszanowski                                                         | vzpírání | muži lehká váha do 67,5 kg       |
| Zlato   | Egon Franke                                                                  | šerm     | muži fleret                      |
| Stříbro | Irena Kirszensteinová                                                        | atletika | ženy běh na 200 m                |
| Stříbro | Irena Kirszensteinová                                                        | atletika | ženy skok daleký                 |
| Stříbro | Teresa Ciepły                                                                | atletika | ženy 80 metrů překážek           |
| Stříbro | Andrzej Zieliński Wiesław Maniak Marian Foik Marian Dudziak                  | atletika | muži štafeta 4 × 100 m           |
| Stříbro | Egon Franke Zbigniew Skrudlik Witold Woyda Ryszard Parulski Jan Różycki      | šerm     | fleret družstvo mužů             |
| Stříbro | Artur Olech                                                                  | box      | muži                             |
| Bronz   | Ewa Kłobukowska                                                              | atletika | ženy běh na 100 m                |
| Bronz   | Andrzej Badeński                                                             | atletika | muži běh na 400 m                |
| Bronz   | Tadeusz Walasek                                                              | box      | muži váha střední do 75 kg       |
| Bronz   | Zbigniew Pietrzykowski                                                       | box      | muži váha polotěžká do 81 kg     |
| Bronz   | Józef Grzesiak                                                               | box      | muži váha lehkotěžká do 71 kg    |
| Bronz   | Marian Zieliński                                                             | vzpírání | muži lehká váha do 67,5 kg       |
| Bronz   | Ireneusz Paliński                                                            | vzpírání | muži polotěžká váha do 90 kg     |
| Bronz   | Mieczysław Nowak                                                             | vzpírání | muži pérová váha do 60 kg        |
| Bronz   | Ryszard Zub Wojciech Zabłocki Andrzej Piątkowski Jerzy Pawłowski Emil Ochyra | šerm     | šavle družstvo mužů              |
| Bronz   | Družstvo žen                                                                 | volejbal | turnaj žen                       |